# Venezillo bolivianus
Venezillo bolivianus là một loài chân đều trong họ Armadillidae. Loài này được Dollfus miêu tả khoa học năm 1897.